# Kisumu County
Kisumu County (bis 2010 Kisumu District) ist ein County in Kenia. Die Countyhauptstadt ist Kisumu. 2019 lebten 1.155.574 Menschen dort auf 2009,5 km².

## Geografie
Der County liegt am Ostufer des Victoriasees und lebt hauptsächlich von Subsistenzwirtschaft und Fischerei. Die Alphabetisierungsrate lag 1996 bei 28 % der weiblichen Bevölkerung, von der männlichen Bevölkerung waren 31 % des Lesens und Schreibens mächtig.
13,9 % der Haushalte sind an das Stromnetz angeschlossen.

## Gliederung
Das County Kisumu ist in vier Divisionen unterteilt. Es gibt sechs Wahlbezirke im County, Kisumu Town East, Kisumu Town West, Kisumu Rural, Nyand, Muhoroni und Nyakach. Im Rahmen der Verfassung von 2010 wurden die Distrikte Kisumu East, Kisumu West und Nyando unter der neuen Bezeichnung Kisumu County vereinigt.
| Division | Einwohner (1999) | Hauptstadt |
| -------- | ---------------- | ---------- |
| Kadibo   | 048.934          | Rabuor     |
| Kombewa  | 060.183          |            |
| Maseno   | 065.304          | Maseno     |
| Winam    | 329.958          | Kisumu     |